# 維克斯.50重機槍
維克斯.50重機槍（英語：Vickers .50 machine gun）是第二次世界大战期間英國軍隊所使用的重機槍兼高射機槍，是英軍維克斯.303英寸（7.7毫米）口徑中型機槍的放大至口徑較大的.50英寸（12.7毫米）子彈版本。它可被發現安裝在坦克與其他戰鬥車輛以上使用，但更常被用作英國皇家海軍和盟軍船隻的近距離防空武器，並且通常是將四挺機槍架設在一起。維克斯發射英式12.7×81毫米口徑彈藥，而非更廣為人知的美式（及現代北約制式）12.7×99毫米（.50 BMG）。

## Mark I型
Mark I型為最初研發型號。

## Mark II、IV和V型
Mark II型於1933年服役，並被安裝在一些英軍坦克上。Mark IV和V為II型的改進版本，也被用於安裝在北非戰場的卡車上。它取代了二戰期間架設於裝甲戰鬥車輛以上所使用的15毫米（0.59英吋）口徑型貝莎機槍。
Mark VC型於美國生產，作為白朗寧M2重機槍空缺的替代。

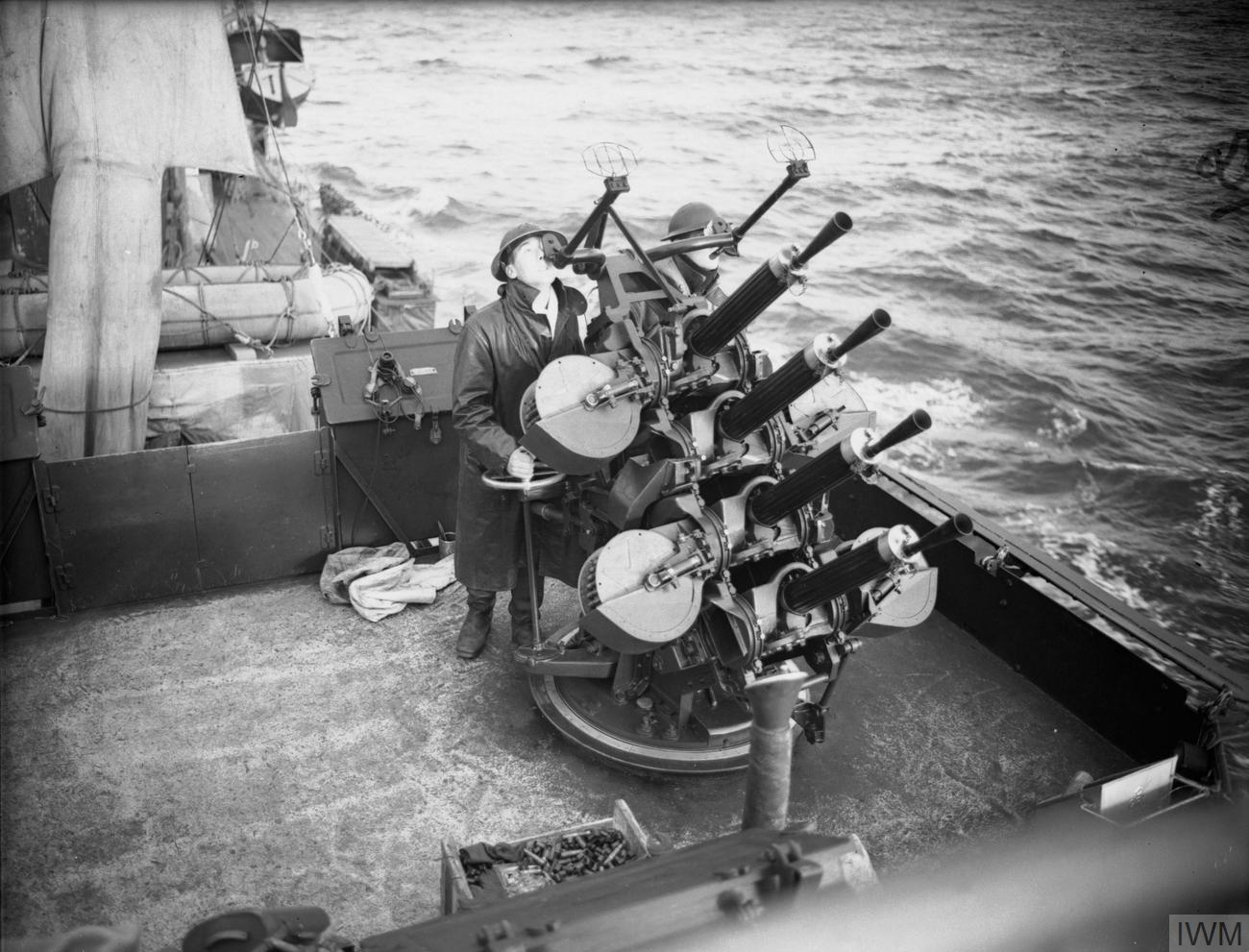
裝在虛榮號驅逐艦 (D28)甲板上，用作海軍防空機槍的維克斯.50重機槍四聯裝型，攝於1940年。

## Mark III型
Mark III型是作為該機槍的海軍型防空武器版本，在二戰中主要被英國皇家海軍和盟國海軍所使用，通常將四挺機槍用支架安裝後固定。但事實證明，它的火力在對現代全金屬飛機的短程防空用途上不夠強大，結果在二戰期間被歐瑞康20毫米机炮所取代。
海軍四聯裝型的每根槍管裝上了200發彈鼓，每挺機槍以700發／分鐘最大射速射擊。四聯裝型的各機槍都有它的調整，以提供火力散佈，在1,000碼時彈著群散佈達寬60英尺、高50英尺（在915米時，彈著群散佈達15—18米）。每挺機槍的彈鏈是由承盛載200發的大彈鼓所包裹在其內部圍繞著。維克斯聲稱，它可以在20秒內發射所有800發子彈，然後在接下來的30秒內完成重新裝填。
在第二次世界大戰中，它也被安裝在較小型的船艇，如摩托炮艇和摩托魚雷艇的電力操作砲塔上。

## 資料來源
1. ↑  即是Mark 1、2、3、4、5，英國使用罗马数字表示武器的Mark（型號），直到二戰結束以後。
2. ↑  當中包括4.54千克（10磅）的冷卻水
3. 1 2 3  Williams, Anthony G. . www.quarry.nildram.co.uk.   [20 May 2013]. （原始内容存档于2015-09-24）.
4. ↑  DiGiulian.

## 外部連結
- War Office, UK, Tank Training, Vol II Part III, Pamphlet No. 3. .5 inch Vickers Machine Guns Marks IV and II. 1936[永久] from Google docs
- War Office, UK, Tank Training, Vol II Part III, Pamphlet No. 5. .5 inch Vickers Machine Gun Mark V. 1937[永久] from Google docs
- War Office, UK, Machine Gun Handbook (Technical) Volume I, Pamphlet No. 1. Vickers .303-in. and .5-in. Machine Guns and Appurtenances. 1940[永久] from Google docs
- LRDG -- WEAPONS